# Nabil Dirar
Nabil Dirar (en àrab: نبيل ضرار; Casablanca, 25 de febrer de 1986) és un futbolista professional que, actualment, juga de centrecampista al Fenerbahçe SK i a la selecció marroquina.